# Stemma delle Filippine
Lo stemma delle Filippine (Eskudo ng Pilipinas) è il simbolo araldico ufficiale del Paese, adottato il 3 luglio 1946. Consiste in uno scudo diviso in tre parti più una centrale. La parte centrale contiene un sole con otto raggi che simboleggia le otto province del Paese; nella parte superiore invece sono raffigurate tre stelle a cinque punte a rappresentare le tre unità geografiche di Luzon, Visayas e Mindanao. Nella parte in basso a destra è raffigurato su campo rosso un leone di Castiglia e a sinistra un'aquila statunitense, a simboleggiare il passato coloniale del Paese. In basso un cartiglio riporta l'iscrizione REPUBLIKA NG PILIPINAS.